# Газов гигант
Газовият гигант представлява голяма на размери и маса планета, по-голямата част от обема на която бива заеман от газове като водород и хелий в течно или газообразно състояние. За газовите гиганти се счита, че имат ядро, състоящо се от силикатни скали и метали. То трябва да е достатъчно голямо, за да може силната му гравитация да позволи първоначалното концентриране на материал. За разлика от земеподобните планети, газовите гиганти нямат ясно изразена повърхност. Обикновено при изчисления на диаметъра, обема и повърхностната им температура бива използвано ниво в атмосферата им, имащо налягане съответстващо на земното „морско равнище“.
В Слънчевата система са известни четири газови гиганта (наричани още юпитероподобни планети): Юпитер, Сатурн, Уран и Нептун.
Уран и Нептун формират свой собствен клас – ураноподобни планети или ледени гиганти – поради факта, че по-голямата част от масата на планетите е под формата на различни видове ледове и скални материали, за разлика от преобладаващите по маса газове в Юпитер и Сатурн. Уран и Нептун имат много по-малко водород и хелий най-вече поради голямата си отдалеченост от Слънцето.

## Общ строеж
Четирите газови гиганта в Слънчевата система имат много общи черти. Атмосферата им се състои предимно от газообразен водород и хелий които плавно преминават в течно състояние при увеличаване на налягането на големи дълбочини. Температурата във вътрешността на газовите гиганти варира от 5000 К за Нептун до 20 000 K за Юпитер и поради това се счита че ядрата им са в течно състояние. Счита се че газовите гиганти нямат ясно изразена граница на скалистото си ядро, а то е район с преобладаваща концентрация на тежки елементи като силикатни скали и метали.
Газовите гиганти се въртят бързо, ефект пораждащ ясно наблюдаеми (освен на Уран) атмосферни пояси на ветрове с противоположни посоки (изток-запад и запад-изток) породени от силата на Кориолис.
Планетите имат сложни системи от пръстени и спътници. Една от най-големите забележимости в Слънчевата система са пръстените на Сатурн, които до 70-те години на 20 век бяха единствените известни. Към 2008 г. за Юпитер се счита че има най-много спътници – 63, които са почти толкова на брой колкото тези на другите планети взети заедно.

## Юпитер и Сатурн
Това са класическите гиганти, наречени така заради размерите си, които превишават многократно тези на другите планети от Слънчевата система. Юпитер и Сатурн са газови гиганти – те нямат твърда повърхност, а са съставени предимно от водород и хелий, но количеството на тежки елементи в тях би било достатъчно за създаването на поне няколко планети с големина като тази на Земята. Във вътрешността им под огромно налягане се формира метализиран водород, който е проводник на електричество, а за токовете в него се смята, че пораждат магнитното поле на планетите. Магнитното поле на Юпитер и Сатурн има ориентация, която е близка до осите им на въртене.

## Уран и Нептун
Уран и Нептун се състоят предимно от смесица от скали, вода, метан и амоняк. Магнитните им полета са под голям наклон спрямо осите им на въртене.

## Терминология
Терминът газов гигант е предложен от автора на научна фантастика Джеймс Блиш.
Планетарните учени използват термини като „скала“, „газ“ и „лед“ за обозначаване на класове химически елементи и съединения съдържащи се в планетите, независимо от тяхното агрегатно състояние. Например във външните части на Слънчевата система температурата е достатъчно ниска за да позволи замръзването на амоняка, метана и водата, докато във вътрешните слоеве те са в газообразно състояние. Във вътрешността на газовите гиганти „ледовете“ често се състоят от кислород и въглерод.

## Газови гиганти извън Слънчевата система
Съвременното ниво на технологии позволява откриването на сравнително големи по маса планети извън Слънчевата система. Най-малката планета открита дотогава е сравнима по маса с Нептун, докато най-големите са няколко пъти по-тежки от Юпитер. Много от планетите са на близка орбита около тяхната звезда, често под една астрономическа единица, нещо необичайно за газовите гиганти в Слънчевата система. Според някои учени тези гиганти на близка орбита около тяхната звезда представляват съвсем различен клас планети, вероятно имащи различна структура и начин на образуване.
Горната граница на масата на газовите гиганти е приблизително 70 пъти тази на Юпитер или 8% от масата на Слънцето. Ядрото на по-масивно тяло ще бъде достатъчно горещо за да позволи протичането на термоядрени реакции и тялото ще се превърне в червено джудже.
Все още остава неизяснен въпроса относно интервала между най-масивните открити планети (около 10 пъти по тежки от Юпитер) и най-леките червени джуджета. Спекулира се, че съществува фундаментално различен процес водещ до образуването на звезди и големи планети.